# Třída Ratanakosindra
Třída Ratanakosindra byla třída říčních obrněných dělových člunů Thajského královského námořnictva. Tvořily ji dvě jednotky, postavené pro tehdejší Siam ve Spojeném království. Vyřazeny byly na přelomu 60. a 70. let.

## Pozadí vzniku
Celkem byly postaveny dvě jednotky této třídy. Stavba první lodě Ratanakosindra probíhala v letech 1924–1925. Tři roky po jejím dokončení byla objednána ještě druhá jednotka Sukothai, která byla dokončena v roce 1930.
| Jméno          | Loděnice                  | Založen kýl | Spuštěna           | Vstup do služby | Osud          |
| -------------- | ------------------------- | ----------- | ------------------ | --------------- | ------------- |
| Ratanakosindra | Armstrong, Elswick        | 1924        | 21. dubna 1925     | srpen 1925      | vyřazena 1967 |
| Sukothai       | Vickers-Armstrong, Barrow | 1928        | 19. listopadu 1929 | prosinec 1930   | vyřazena 1971 |

## Konstrukce
Čluny této třídy byly na svou velikost dobře vyzbrojené a pancéřované. Byly konstruovány především pro službu na řekách, jejich zvýšená příď však umožňovala nasazení v pobřežních vodách. Výzbroj tvořily dva 152mm kanóny, umístěné v jednodělových věžích a čtyři 76,2mm kanóny. Pohonný systém tvořily dva parní stroje a dva kotle Yarrow. Lodní šrouby byly dva. Nejvyšší rychlost dosahovala 12 uzlů.